# Cariboo

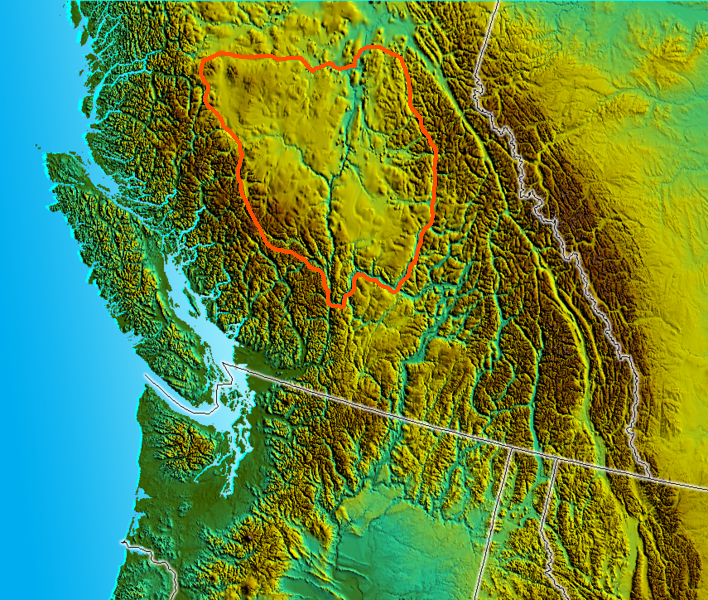
Localização do Cariboo em BC.

O Cariboo é uma região intermontana da Colúmbia Britânica ao longo de um planalto que se estende desde o Fraser Canyon até as montanhas Cariboo.